# Morti nel 1975/Settembre
| Questa pagina contiene informazioni ricavate automaticamente dalle voci biografiche con l'ausilio del template Bio e di un bot. L'aggiornamento è periodico e automatico e ricostruisce completamente la pagina. Se manca una persona in questa lista, sei pregato di non aggiungerla, ma accertati piuttosto che la sua voce biografica contenga il template Bio e che i dati anagrafici siano correttamente compilati. Se il template Bio manca, inseriscilo tu stesso o, in alternativa, metti l'avviso {{tmp\|Bio}} che ne segnala la mancanza. Se i dati riportati sono sbagliati, correggi direttamente la voce biografica; le modifiche saranno visibili in questa lista entro pochi giorni. Per chiarimenti vedi il progetto biografie. La lista contiene solo le 99 persone che sono citate nell'enciclopedia e per le quali è stato implementato correttamente il template Bio. Pagina aggiornata al 3 mar 2024. |

- 1º settembre - Antonio Bellino Rosina, matematico italiano (n. 1904)
- 2 settembre - Paolo Angioy, generale italiano (n. 1890)
- 2 settembre - Alberto Domínguez, compositore messicano (n. 1906)
- 2 settembre - Angelo Frattini, scultore italiano (n. 1910)
- 2 settembre - Mario Giani, calciatore italiano (n. 1912)
- 2 settembre - Piero Operti, storico italiano (n. 1896)
- 2 settembre - Mabel Vernon, pacifista statunitense (n. 1883)
- 3 settembre - Otto Kurz, storico dell'arte austriaco (n. 1908)
- 3 settembre - Ivan Michajlovič Majskij, diplomatico sovietico (n. 1884)
- 4 settembre - Walley Barnes, calciatore e allenatore di calcio gallese (n. 1920)
- 4 settembre - Antonio Niedda, poliziotto italiano (n. 1931)
- 4 settembre - Jānis Sudrabkalns, scrittore lettone (n. 1894)
- 4 settembre - Concetta Scaravaglione, scultrice e docente statunitense (n. 1900)
- 5 settembre - Alice Catherine Evans, microbiologa statunitense (n. 1881)
- 5 settembre - Leonízio Fantoni, allenatore di calcio e calciatore brasiliano (n. 1912)
- 5 settembre - Antonietta Raphaël, pittrice e scultrice lituana (n. 1895)
- 6 settembre - Ercole Salvatore Aprigliano, pittore italiano (n. 1892)
- 6 settembre - Maurizio Jurgens, autore televisivo, regista radiofonico e commediografo italiano (n. 1921)
- 6 settembre - Carlyle Tapsell, hockeista su prato indiano (n. 1909)
- 6 settembre - Adolf Werner, calciatore tedesco (n. 1886)
- 7 settembre - Gianni D'Errico, cantautore italiano (n. 1948)
- 7 settembre - Angelo Gritti, scultore italiano (n. 1907)
- 7 settembre - Wilhelm Thiele, regista e sceneggiatore austriaco (n. 1890)
- 8 settembre - Erik Adlerz, tuffatore svedese (n. 1892)
- 8 settembre - Gioacchino D'Anna, militare italiano (n. 1936)
- 8 settembre - Paul Metz, hockeista su prato danese (n. 1892)
- 9 settembre - Franco Ballarini, saggista, economista e dirigente d'azienda italiano (n. 1897)
- 9 settembre - Leonello Casucci, compositore italiano (n. 1885)
- 9 settembre - Giulio Coli, politico italiano (n. 1899)
- 9 settembre - Minta Durfee, attrice statunitense (n. 1889)
- 9 settembre - Emilio Faldella, generale e agente segreto italiano (n. 1897)
- 9 settembre - Giuseppe Fatigati, montatore, produttore cinematografico e regista italiano (n. 1906)
- 9 settembre - Ethel Griffies, attrice inglese (n. 1878)
- 9 settembre - Tone Kralj, scultore e pittore sloveno (n. 1900)
- 9 settembre - John McGiver, attore statunitense (n. 1913)
- 9 settembre - Giulio Montelatici, sindacalista italiano (n. 1897)
- 9 settembre - Fidel Ortíz, pugile messicano (n. 1908)
- 10 settembre - Heinz Heimsoeth, storico della filosofia tedesco (n. 1886)
- 10 settembre - Hans Swarowsky, direttore d'orchestra e insegnante austriaco (n. 1899)
- 10 settembre - George Paget Thomson, fisico britannico (n. 1892)
- 10 settembre - Maurizio Vigiani, politico italiano (n. 1905)
- 11 settembre - Victor Leydet, partigiano francese (n. 1910)
- 12 settembre - Gösta Andersson, lottatore svedese (n. 1917)
- 12 settembre - Secondo Pessi, politico, partigiano e sindacalista italiano (n. 1905)
- 12 settembre - Gene Ronzani, giocatore di football americano e allenatore di football americano statunitense (n. 1909)
- 12 settembre - Inga Tidblad, attrice svedese (n. 1901)
- 15 settembre - Mario Ardissone, calciatore italiano (n. 1900)
- 15 settembre - Franco Bordoni Bisleri, militare, aviatore e pilota automobilistico italiano (n. 1913)
- 15 settembre - Giuseppe Castellini, calciatore italiano (n. 1918)
- 15 settembre - Pavel Osipovič Suchoj, ingegnere aeronautico sovietico (n. 1895)
- 16 settembre - Arturo Policaro, calciatore italiano (n. 1906)
- 17 settembre - Krešimir Baranović, compositore e direttore d'orchestra croato (n. 1894)
- 17 settembre - Eugenio Corrodi, calciatore svizzero (n. 1922)
- 17 settembre - Vladimir Kragić, calciatore jugoslavo (n. 1910)
- 17 settembre - Nicola Moscona, basso greco (n. 1907)
- 17 settembre - Emmeline Snively, imprenditrice statunitense (n. 1909)
- 18 settembre - Pamela Brown, attrice britannica (n. 1917)
- 18 settembre - Luis Concha Córdoba, cardinale e arcivescovo cattolico colombiano (n. 1891)
- 18 settembre - Francesco Lozzi, calciatore italiano (n. 1921)
- 18 settembre - Felix Weil, sociologo e filantropo argentino (n. 1898)
- 19 settembre - Rudi Ball, hockeista su ghiaccio tedesco (n. 1911)
- 19 settembre - Gaetano Perillo, antifascista italiano (n. 1897)
- 19 settembre - Wend von Wietersheim, generale tedesco (n. 1900)
- 20 settembre - Saint-John Perse, poeta, scrittore e diplomatico francese (n. 1887)
- 20 settembre - Václav Bouška, calciatore cecoslovacco (n. 1910)
- 20 settembre - Nino Galizzi, scultore italiano (n. 1891)
- 20 settembre - Ikio Sawamura, attore giapponese (n. 1905)
- 20 settembre - Doria Shafik, attivista, poetessa e editrice egiziana (n. 1908)
- 21 settembre - Silvestre Cuffaro, scultore e politico italiano (n. 1904)
- 21 settembre - Eugenio Dupré Theseider, storico italiano (n. 1898)
- 21 settembre - Domenico Greppi, calciatore italiano (n. 1903)
- 21 settembre - Wilhelm Strand, calciatore norvegese (n. 1892)
- 21 settembre - Thorleif Svendsen, calciatore norvegese (n. 1910)
- 22 settembre - Enrico Bompiani, matematico italiano (n. 1889)
- 22 settembre - Yvonne Godard, nuotatrice francese (n. 1908)
- 23 settembre - Carmelo Florio, scultore, decoratore e restauratore italiano (n. 1887)
- 23 settembre - Ian Hunter, attore britannico (n. 1900)
- 23 settembre - Sergej Romodanov, attore sovietico (n. 1899)
- 23 settembre - René Thomas, aviatore e pilota automobilistico francese (n. 1886)
- 24 settembre - Clovis Trouille, pittore francese (n. 1889)
- 25 settembre - Yehoshua Bar-Hillel, matematico, filosofo e linguista israeliano (n. 1915)
- 25 settembre - Giovanni Borghi, imprenditore e dirigente sportivo italiano (n. 1910)
- 25 settembre - Augusto Mastrantoni, attore italiano (n. 1894)
- 25 settembre - Heinz Müller, ciclista su strada e pistard tedesco (n. 1924)
- 26 settembre - Fortunato Castiello, fantino italiano (n. 1910)
- 26 settembre - Åge Lundström, cavaliere svedese (n. 1890)
- 26 settembre - Jacob Paludan, scrittore danese (n. 1896)
- 26 settembre - Conrad Hal Waddington, biologo britannico (n. 1905)
- 27 settembre - José Humberto Baena Alonso, attivista spagnolo (n. 1950)
- 27 settembre - Maurice Feltin, cardinale e arcivescovo cattolico francese (n. 1883)
- 27 settembre - Mark Frechette, attore statunitense (n. 1947)
- 27 settembre - Ángel Otaegui Echeverría, attivista spagnolo (n. 1942)
- 27 settembre - Roy Stryker, economista e fotografo statunitense (n. 1893)
- 28 settembre - William Platt, generale inglese (n. 1885)
- 29 settembre - Ruben Alfredo Andresen Leitão, giornalista, scrittore e storico portoghese (n. 1920)
- 29 settembre - Pavol Horov, poeta e traduttore slovacco (n. 1914)
- 29 settembre - Casey Stengel, allenatore di baseball e giocatore di baseball statunitense (n. 1890)
- 30 settembre - Giacomo Calandrone, politico, giornalista e sindacalista italiano (n. 1909)
- 30 settembre - Alfredo Elli, calciatore argentino